# 恒州 (宣政)
恒州，中国古代的州。
北周宣政元年（578年）析定州置，治所在真定县（今河北省正定县南，唐初徙今正定县）。隋朝大业初改为恒山郡。唐朝武德初年，复旧。辖境相当今河北省石家庄、正定、藁城、灵寿、行唐、井陉、鹿泉、平山、阜平等市县地。元和十五年（820年）避穆宗李恒名讳，改名镇州。五代后唐升为真定府，后晋天福七年（942年）复名恒州，後漢又改名镇州。唐、五代时曾先后为成德节度使、武顺节度使治所。
| 隋代行政区划变遷 | 隋代行政区划变遷 | 隋代行政区划变遷     | 隋代行政区划变遷 | 隋代行政区划变遷 | 隋代行政区划变遷                                        |
| 区划             | 開皇元年         | 開皇元年             | 開皇元年         | 区划             | 大業3年                                                 |
| ---------------- | ---------------- | -------------------- | ---------------- | ---------------- | ------------------------------------------------------- |
| 州               | 恒州             | 恒州                 | 定州             | 郡               | 恒山郡                                                  |
| 郡               | 常山郡           | 蒲吾郡               | 鮮虞郡           | 县               | 真定县 井陘县 灵寿县 九門县 行唐县 滋陽县 石邑县 房山县 |
| 县               | 真定县 井陘县    | 灵寿县 蒲吾县 行唐县 | 新市县           | 县               | 真定县 井陘县 灵寿县 九門县 行唐县 滋陽县 石邑县 房山县 |

| 唐朝恒州辖县 | 唐朝恒州辖县                                                                                         |
| ------------ | --- |
| 618年        | 石邑县、真定县、行唐县、滋阳县（灵寿县改属燕州，鹿泉县来属）                                         |
| 621年        | 真定县（改治）、石邑县、行唐县、滋阳县（灵寿县、九门县来属，鹿泉县改属井州，新设王城县）             |
| 622年        | 真定县、石邑县、行唐县、九门县（灵寿县改属井州，废除滋阳县、王城县）                                 |
| 623年        | 真定县、石邑县、行唐县、九门县（新增恒山县）                                                         |
| 627年        | 真定县、石邑县、行唐县、九门县（藁城县来属，废除恒山县）                                             |
| 633年        | 真定县、石邑县、行唐县、九门县、藁城县（灵寿县来属）                                                 |
| 643年        | 真定县、石邑县、行唐县、九门县、藁城县、灵寿县（井陉县、房山县、鹿泉县来属）                         |
| 693年        | 真定县、石邑县、行唐县（改名章武县）、九门县、藁城县、灵寿县、井陉县、房山县、鹿泉县                 |
| 705年        | 真定县、石邑县、章武县（改名行唐县）、九门县、藁城县、灵寿县、井陉县、房山县、鹿泉县                 |
| 756年        | 真定县、石邑县、行唐县、九门县、藁城县、灵寿县、井陉县、房山县、鹿泉县（改名获鹿县）                 |
| 768年        | 真定县、石邑县、九门县、藁城县、井陉县、房山县、获鹿县（鼓城县、栾城县来属，行唐县、灵寿县改属泜州） |
| 774年        | 真定县、石邑县、九门县、藁城县、井陉县、房山县、获鹿县、鼓城县、栾城县（行唐县、灵寿县来属）         |

## 刺史
| 唐朝恒州刺史 - 王公政（622年） - 赵宠（武德年间） - 王义童（633年） - 李博乂（贞观年间） - 德行（贞观年间） - 裴某（贞观年间） - 萧锐（651年） - 李安仁（唐高宗时） - 王某（唐高宗时） - 杨德裔（唐高宗时） - 陶大举（679年—683年） - 王奇哲 - 李迥秀 | - 裴贞（690年） - 郭行（691年） - 知微（697年） - 窦孝谦（武周时） - 孙履中（702年） - 崔摄（唐中宗时） - 卢盛（开元初年） - 房光庭（开元前期） - 仇克义（725年之后） - 萧𧬨（727年） - 杜希望（732年之前） - 韦济（733年—736年） - 李琎（开元年间） - 杜希望（739年—741年） | - 常山郡太守 - 薛㟧（757年） - 李宝臣（760年—781年） - 李惟岳（781年—782年） - 张孝忠（781年—782年，未实领） - 王武俊（782年—801年） - 王士真（801年—809年） - 王承宗（809年—820年） 后晋恒州刺史 - 杜重威（942年—945年） - 马全节（945年） - 王周（945年—946年） 辽朝恒州刺史 - 赵延寿（947年） - 耶律拔里得（947年） |